# フロリダ万才 (エルヴィス・プレスリーのアルバム)
『フロリダ万才』 (フロリダばんざい、英: Girl Happy) はエルヴィス・プレスリーが主演した同名映画のサウンドトラックアルバム。アメリカ合衆国でRCAレコードより1965年3月2日に発売された。

## 収録曲
A面
1. フロリダ万才 Girl Happy
作詞作曲:ドク・ポーマス、ノーマン・ミード
2. 春は悩まし Spring Fever
作詞作曲:バーニー・バウム、ビル・ジャイアント、フローレンス・ケーン
3. フォート・ロダデールに来たら Fort Lauderdale Chamber of Commerce
作詞作曲:シッド・テッパー、ロイ・C・ベネット
4. 今夜がスタート Startin' Tonight
作詞作曲:Lenore Rosenblatt、Victor Millrose
5. 狼コール Wolf Call
作詞作曲:バーニー・バウム、ビル・ジャイアント、フローレンス・ケーン
6. 邪魔をしないで Do Not Disturb
作詞作曲:バーニー・バウム、ビル・ジャイアント、フローレンス・ケーン

B面
1. 命をかけて Cross My Heart and Hope to Die
作詞作曲:ベン・ワイズマン、シド・ウェイン
2. 私は悪い娘 The Meanest Girl in Town
作詞作曲:ジョイ・バイヤーズ
3. スイムで行こう! Do the Clam
作詞作曲:ベン・ワイズマン、ドロレス・フラー、シド・ウェイン
4. 僕はあやつり人形 Puppet on a String
作詞作曲:シッド・テッパー、ロイ・C・ベネット
5. 彼女が欲しいな I've Got to Find My Baby
作詞作曲:ジョイ・バイヤーズ
6. ユール・ビー・ゴーン You'll Be Gone
作詞作曲:エルヴィス・プレスリー、チャーリー・ホッジ、レッド・ウエスト
ボーナストラック

## 参加ミュージシャン
- エルヴィス・プレスリー – ヴォーカル
- ザ・ジョーダネアーズ（英語版） - バックコーラス
- The Jubilee Four – バックコーラス（「スイムで行こう」、「狼コール」）
- The Carole Lombard Trio – バックコーラス（「スイムで行こう」、「狼コール」）
- ブーツ・ランドルフ - サクソフォーン
- スコティ・ムーア - エレクトリックリズムギター
- トミー・テデスコ（英語版） - エレクトリックリードギター
- Tiny Timbrell - アコースティックギター
- フロイド・クレーマー（英語版） - ピアノ
- ボブ・ムーア - ダブルベース
- D・J・フォンタナ - ドラムス
- バディ・ハーマン（英語版） - ドラムス、パーカッション
- Frank Carlson - ドラムス

## カバー
- 「スイムで行こう」 - 内田裕也がカバーし、1965年にシングルを発売している。内田のアルバム『MY LIFE IS R & R!』に収録された。
- 「春は悩まし」 - 2009年と2010年に東京ディズニーシーで開催された「フェアリーズ・プリマヴェーラ」で使用された。販売されたサウンドトラックなどにも収録されている。